# Pelecyphora
Pelecyphora és un gènere de plantes de la família dels cactus (Cactaceae).

## Descripció

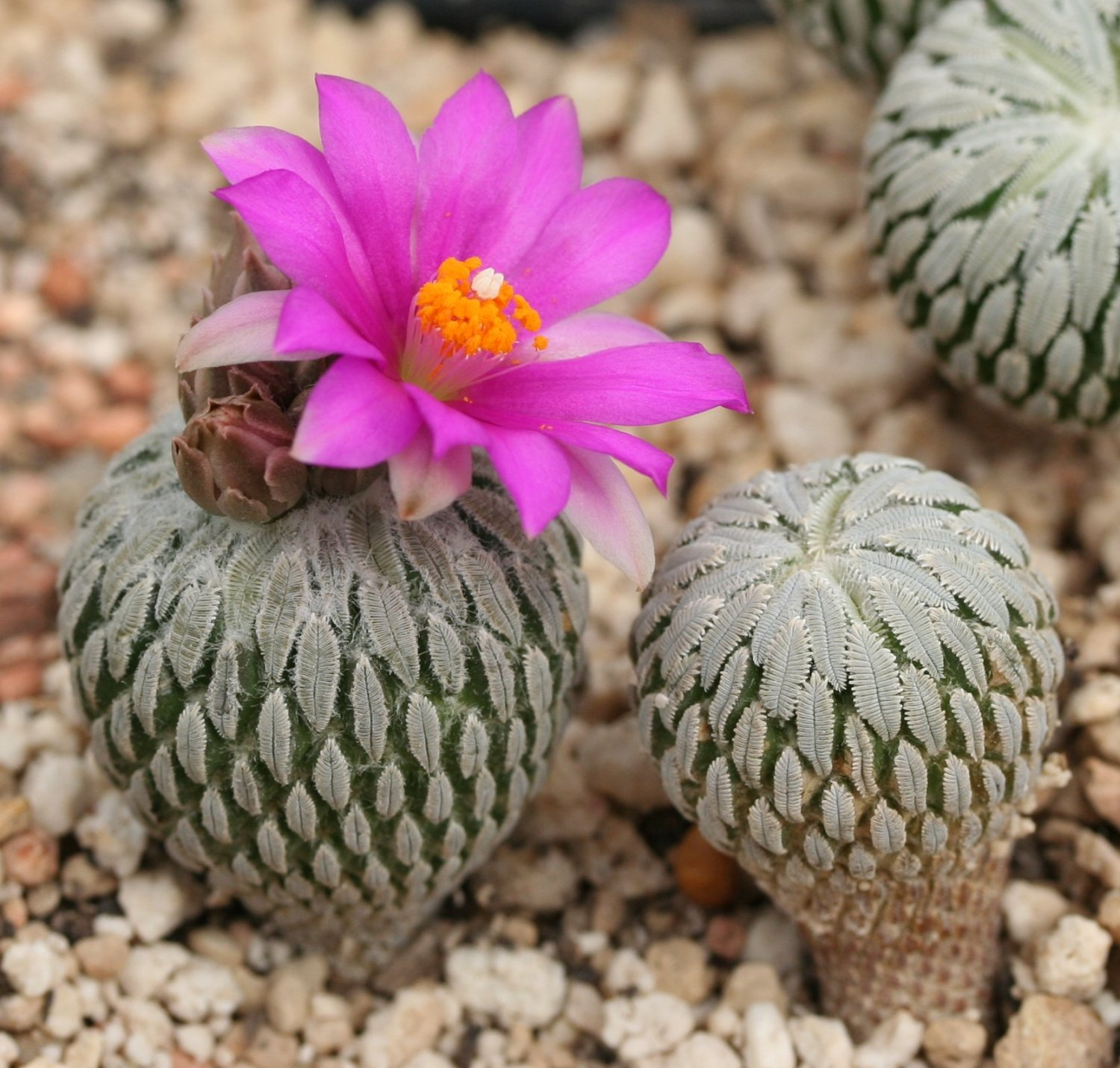
Pelecyphora asseliformis en flor.

Pelecyphora són suculentes de tija esfèrica en forma de maça de fins a 6 cm de diàmetre i de color gris verdós. Es ramifiquen poc i només a una edat avançada. Les arèoles que es troben sobre les berrugues aplanades longitudinalment o transversalment tenen espines en una disposició pectinada (en forma de pinta). A mesura que s'envelleixen, cauen les espines, després les arèoles i finalment les berrugues. Entre les berrugues, els cossos vegetals són inicialment densos i de pèl curt, de manera que els àpexs queden amagats.
Les flors sorgeixen individualment de solcs curts a les superfícies superiors de les arèoles més joves. Són de color porpra brillant i fan uns 3 cm de llarg. Els fruits verdosos que es formen després de la fertilització de les flors s'assequen quan maduren i alliberen les llavors negres de la llana de la corona, de la qual només s'eliminen (a la natura) després de molt de temps.

## Distribució
El gènere Pelecyphora es distribueix des del sud de Canadà, Estats Units, Mèxic i Cuba.

## Taxonomia
El gènere va ser descrit per Christian Gottfried Ehrenberg y publicado en Botanische Zeitung (Berlin) 1: 737, l'any 1843. L'espècie tipus és: Pelecyphora aselliformis
Etimologia
Pelecyphora: nom genèric que deriva de les paraules gregues: pelekys que significa "destral" i phoros que significa "tija" i reflecteix l'aspecte de la planta com de caps de destral.
Espècies acceptades
Les espècies acceptades segons la Royal botanic Gardens Kew que n'accepta 21, en comparació de la WFO Plant List que n'accepta 20 i 1 que encara no està col·locat a la taxonomia, però pot estar associat amb Pelecyphora: Pelecyphora chlorantha (Engelm.) Stock
- Pelecyphora abdita (Řepka & Vaško) D.Aquino & Dan.Sánchez
- Pelecyphora alversonii (J.M.Coult.) D.Aquino & Dan.Sánchez
- Pelecyphora aselliformis C.Ehrenb.
- Pelecyphora chihuahuensis (Britton & Rose) D.Aquino & Dan.Sánchez
- Pelecyphora chlorantha (Engelm.) Stock
- Pelecyphora cubensis (Britton & Rose) D.Aquino & Dan.Sánchez
- Pelecyphora dasyacantha (Engelm.) D.Aquino & Dan.Sánchez
- Pelecyphora duncanii (Hester) D.Aquino & Dan.Sánchez
- Pelecyphora emskoetteriana (Quehl) D.Aquino & Dan.Sánchez
- Pelecyphora hesteri (Y.Wright) D.Aquino & Dan.Sánchez
- Pelecyphora laredoi (Glass & R.A.Foster) D.Aquino & Dan.Sánchez
- Pelecyphora lloydii (Britton & Rose) D.Aquino & Dan.Sánchez
- Pelecyphora macromeris (Engelm.) D.Aquino & Dan.Sánchez
- Pelecyphora minima (Baird) D.Aquino & Dan.Sánchez
- Pelecyphora missouriensis (Sweet) D.Aquino & Dan.Sánchez
- Pelecyphora robbinsiorum (W.H.Earle) D.Aquino & Dan.Sánchez
- Pelecyphora sneedii (Britton & Rose) D.Aquino & Dan.Sánchez
- Pelecyphora strobiliformis (Werderm.) Frič & Schelle ex Kreuz.
- Pelecyphora tuberculosa (Engelm.) D.Aquino & Dan.Sánchez
- Pelecyphora vivipara (Nutt.) D.Aquino & Dan.Sánchez
- Pelecyphora zilziana (Boed.) D.Aquino & Dan.Sánchez

Sinonímia
- Cochiseia W.H.Earle in Saguaroland Bull. 30(6): 65 (1976)
- Encephalocarpus A.Berger in Kakteen: 331 (1929)
- Escobaria Britton & Rose in Cact. 4: 53 (1923)
- Escobesseya Hester in Desert Pl. Life 17: 23 (1945)
- Escocoryphantha Doweld in Tsukkulenty 2: 10 (1999)
- Fobea Frič ex Boed. in Kakteenkunde 1933: 155 (1933)
- Lepidocoryphantha Backeb. in Blätt. Kakteenf. 5(6): 10 (1938)
- Neobesseya Britton & Rose in Cact. 4: 51 (1923)[5][6]